# Chromis dimidiata
Espèce
La castagnole bicolore (Chromis dimidiata) est une espèce de poisson demoiselle de la famille des Pomacentridae, commune dans les régions coralliennes.

## Description
Elle est aisément reconnaissable à son corps bicolore, dont les deux premiers tiers sont bruns et le tiers arrière blanc, se terminant par une queue fourchue.

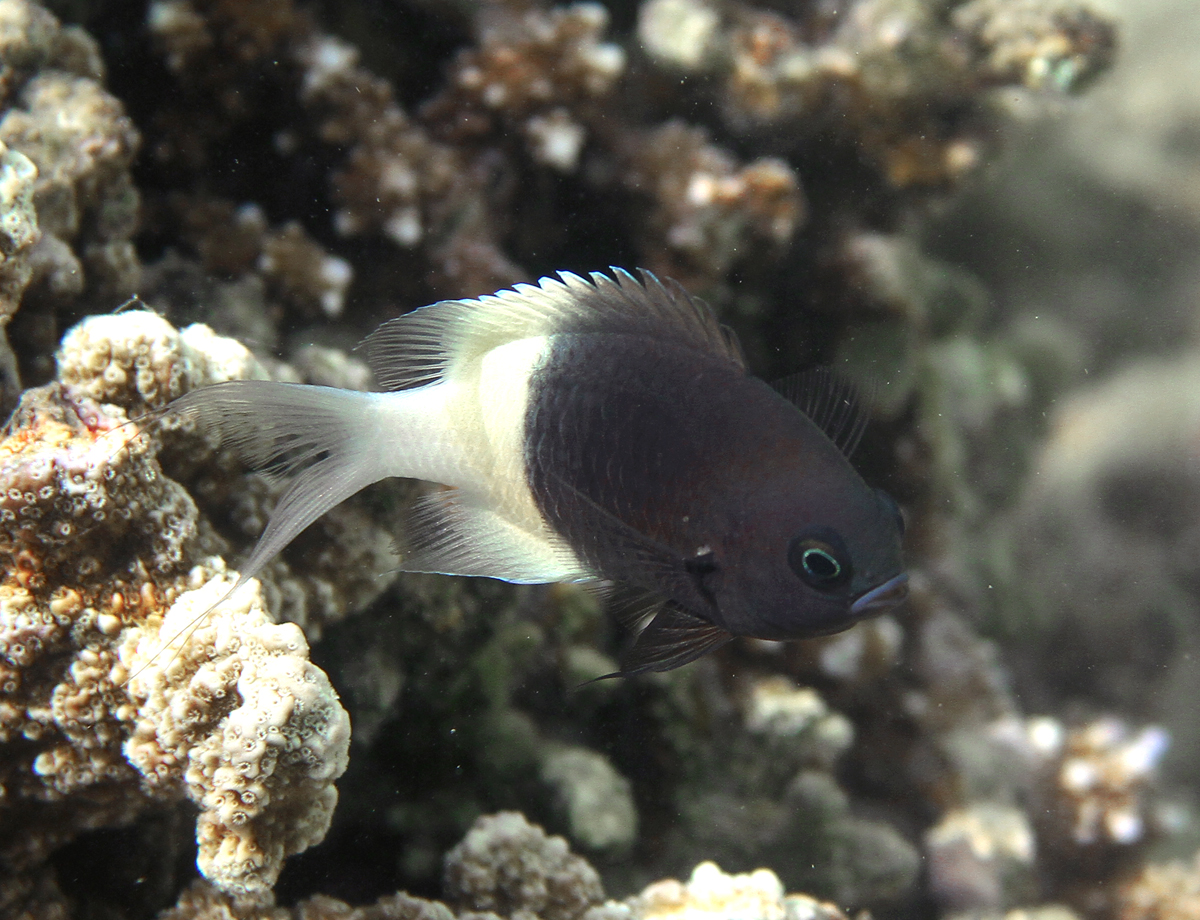
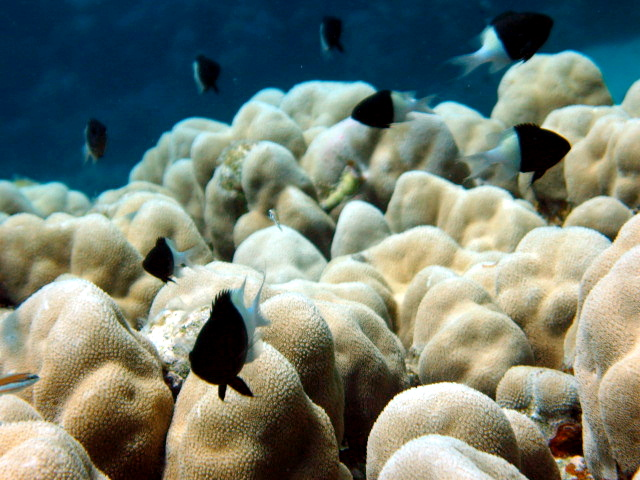

## Habitat et répartition
Cette demoiselle est très fréquente dans les récifs de corail de l'océan Indien occidental, ainsi qu'en mer Rouge.

## Écologie et comportement
Ce sont des poissons territorialistes, vivant le plus souvent en symbiose avec un massif de corail.
Omnivores opportunistes, ils se nourrissent d'algues, de petits invertébrés, d'œufs et de zooplancton.